# Semaines d'information sur la santé mentale
Les Semaines d'information sur la santé mentale (SISM) consistent en une manifestation se déroulant chaque année en France dans le but de sensibiliser l'opinion publique et déstigmatiser les personnes souffrant de troubles psychiatriques. Afin d'atteindre cet objectif, des animations et conférences sont organisées partout en France dans le cadre de cette manifestation,.

## Histoire
Les SISM ont été créées en 1990 par l’Association française de psychiatrie (AFP). Entre 2005 et 2013, son Comité a été coordonné par le Centre collaborateur de l’Organisation mondiale de la santé pour la recherche et la formation en santé mentale (CCOMS) de l'OMS,,. Depuis 2014, le Psycom assure le secrétariat général du Collectif national des SISM.
Au fil des années, les SISM se sont révélées comme un exemple, au regard des recommandations internationales de lutte contre la stigmatisation des troubles psychiques.

## Missions
- Convier aux évènements des Sism un public qui n'est pas habituellement sensibilisé aux questions de santé mentale dans un double but de pédagogie de et dé-stigmatisation.
- Informer à partir du thème annuel sur les différentes approches de la santé mentale.
- Rassembler acteurs et spectateurs des manifestations, professionnels et usagers de la santé mentale.
- Aider au développement des réseaux de solidarité, de réflexion, de soins et d'accompagnement en santé mentale.
- Faire connaître les lieux, les moyens et les personnes pouvant apporter un soutien ou une information de proximité.

## Les organisateurs
Le Collectif national des SISM réunis 23 partenaires :
Association des établissements gérant des secteurs de santé mentale (ADESM) • Association française de psychiatrie (AFP) • Association française de psychologie communautaire (AFPC) • Fédération nationale des associations gestionnaires pour l’accompagnement des personnes handicapées psychiques (AGAPSY) • Association des maires de France(AMF) •  Réseau documentaire en psychiatrie (ASCODOCPSY) • Centre collaborateur de l’Organisation mondiale de la santé pour la recherche et la formation en santé mentale (CCOMS, Lille, France) / EPSM Lille-Métropole • Centre national audiovisuel en santé mentale (CNASM) • Élus, santé publique et territoires (ESPT) • Fédération d’aide à la santé mentale Croix-Marine (FASM Croix-Marine) • Fédération française des psychologues et de psychologie (FFPP) • Fédération française de psychiatrie (FFP) • Fédération Nationale des Associations liées aux Troubles du Comportement Alimentaire (FNA-TCA) • Fédération nationale des associations d’accueil et de réinsertion sociale (FNARS) • Fédération Nationale des associations d’usagers de la  psychiatrie (FNAPSY) • Mutualité française Ile-de-France • PSYCOM • Société française de santé publique (SFSP) •  Union nationale de familles et amis de personnes malades et/ou handicapées psychiques (UNAFAM)  • Société médicale Balint • Mutuelle Générale de l’Éducation Nationale (MGEN) • L'Association Nationale des Psychiatres Présidents et vice-Présidents de Commissions Médicales d’Établissement des Centres Hospitaliers (ANPCME - CME)
Depuis 2015, Vivre FM est le partenaire média des SISM. C’est une radio associative sans but lucratif. La moitié de ses collaborateurs sont des personnes en situation de handicap.

## Thèmes[6]
- 2020: "Santé mentale et Discriminations" (16-29 mars) [7]
- 2019 : "Santé mentale à l’ère du numérique" (18-31 mars)
- 2018 : "Santé mentale parentalité et enfance" (12-25 mars)
- 2017 : " santé mentale et travail" (13-26 mars)
- 2016 : "Santé mentale et santé physique : un lien vital."[8]
- 2015 : "Santé mentale : être adolescent aujourd'hui"
 "Selon l’Organisation mondiale de la santé, en 2014 chez les 10-19 ans dans le monde, la dépression est la première cause de maladie et le suicide la 3e cause de décès. En France, dans une société en mutation rapide, la santé mentale des jeunes est depuis peu considérée comme une priorité de santé publique."[9]
- 2014 : "Information et santé mentale"
 "Si certaines pathologies font l'objet de campagnes de sensibilisation régulières, il n'en ai pas de même pour les troubles psychiques. Pourtant ils touchent près d'un quart des français. Et la santé mentale fait partie des cinq priorités de santé publique annoncées dans la récente Stratégie nationale de santé"[10]
- 2013 :  “Ville et santé mentale”
Lieu de loisirs, de travail, d’échange, la ville peut aussi être vécue comme un lieu d’isolement, de stress, de stigmatisation, d’insécurité et d’inégalité. À tout âge, ces situations peuvent altérer la santé et générer des troubles psychiques. Des actions de prévention peuvent agir, chaque citoyen est concerné et peut jouer un rôle.[11] ;
- 2012 : “Culture, société et santé mentale”
"Aujourd’hui on peut se demander si notre société évolue dans le sens d’une meilleure intégration des personnes « différentes », par leur culture, leurs traditions, leurs croyances ou leur santé mentale."[11],[12] ;
- 2011 : “Santé mentale : Comment en prendre soin ensemble ?”
Pour l’OMS «la santé est un état de complet bien-être physique, mental et social, et ne consiste pas seulement en une absence de maladie ou d’infirmité». Promouvoir la santé mentale, c’est soutenir des conditions de vie favorables à la santé et au bien-être, agir pour le lien social et le respect des droits de chacun. C’est aussi participer à la prévention précoce de la souffrance psychique et des troubles psychiatriques, développer l’information et la lutte contre la  stigmatisation et les inégalités d’accès aux soins [11],[13].
« La responsabilité de l’ensemble de la population est donc engagée, et chacun peut, avec ses moyens, participer à l’entraide et à la solidarité. »
- 2010 : “Santé mentale : comment en parler sans stigmatiser ?”
Grâce aux campagnes d'informations, le regard sur les troubles psychiques changent ainsi que sur la dépression, les troubles anxieux et les troubles alimentaires. Les préjugés négatifs génèrent une forte stigmatisation des patients, la prévention et l’accès aux soins[11],[14].
- 2009 : “Santé mentale : quels soins ? Quels accompagnements ?"
Depuis quelques années les soins psychiatriques et l’organisation ont été remodelés : actuellement 70 % des personnes suivies par les services de psychiatrie ne sont pas hospitalisées, mais ont un suivi ambulatoire. Il existe différents dispositifs : l'aide au logement, à l’emploi, les services de protection juridique, les groupes d’entraide mutuelle (GEM), les Services d’accompagnement à la vie sociale (SAVS), les ateliers santé ville (ASV)…[11],[15].

Les anciennes éditions SISM :
- 1990-1991-1992 : Les premières années, la SISM n'avait pas de thématique.
- 1993-1994 : « En parler tôt pour en parler à temps »
- 1995 : « En dépendre ou en parler ? »
- 1996 : « De la déprime à la dépression »
- 1997 : « Solitude et souffrance psychique »
- 1998 : « Inquiétude, anxiété, angoisse »
- 1999 : « Et si on parlait calmement de la violence »
- 2000 : « Souffrance et quête d’identité : héritage ou construction ? »
- 2001 : « Violence institutionnelle, souffrance individuelle »
- 2002 : « Le prix de la santé mentale »
- 2003 : « Santé mentale et travail »
- 2004 : « Droit et santé mentale »
- 2005 : « Santé mentale et prévention »
- 2006 : « Santé mentale dans la cité »
- 2007 : « Adolescents : citoyens en devenir »
- 2008 : « Maladies psychiques et isolement »